# Czarny chleb (opowiadanie)
Czarny chleb (oryg. wł. Pane nero) – opowiadanie Giovanniego Vergi ze zbioru Nowele wieśniacze, opublikowane razem z całym tomem w 1883.

## Treść
Akcja utworu rozgrywa się na sycylijskiej wsi. Bohaterami opowiadania jest rodzeństwo Nanni - Santo, Lucia i Carmenio. Po śmierci ojca muszą sami zaopiekować się starą i schorowaną matką, jak również nadal zarabiać na własne utrzymanie. Santo i jego żona Nena, zarabiający poprzez pracę na dniówkę na cudzych polach, byli niegdyś szczerze w sobie zakochani. Jednak ubóstwo i wyczerpująca praca sprawiły, że ich dawne uczucie wygasło, zastąpione przez rozgoryczenie, w małżeństwie regularnie dochodzi do kłótni, oboje zaczynają żałować, że wspólnie założyli rodzinę. Jedyną rzeczą, która ich łączy, jest wspólna praca. W konflikcie z bratową pozostaje także Lucia. W niej z kolei nieszczęśliwie zakochuje się wędrowny sprzedawca żab, Pino, ich związkowi sprzeciwia się jednak Santo. Pino żeni się z zamożną wdową po gospodarzu Marianie, mimo jej brzydoty i fizycznego kalectwa.
Młodszy brat, Carmenio, zapada na febrę i traci pracę, gdyż w trakcie pilnowania owiec rządcy Vita stracił przytomność i dopuścił do rozbiegnięcia się stada. Nową pracę daje mu zamożny gospodarz, don Venerando. Proponuje on również Lucii zatrudnienie się w jego domu w charakterze służącej. Dziewczyna jest w pracy dobrze traktowana. Znajduje również kandydata na męża: kuchcika Brasiego. Tymczasem gospodarz zaczyna sugerować, że gdyby Lucia została jego kochanką, mógłby ufundować jej posag, bez którego małżeństwo nie byłoby możliwe; Brasi nie chce bowiem ożenić się z dziewczyną, która nie posiada żadnego majątku. Początkowo Lucia odrzuca zaloty don Veneranda, ostatecznie jednak ulega, zachodzi z nim w ciążę. Zgodnie z obietnicą gospodarz zaczyna przekazywać jej drogie prezenty. Brasiemu fakt ten nie przeszkadza, wręcz przeciwnie, młodzieniec jest zadowolony, że jego przyszła żona uzyska wysoki posag. Nawet Santo, dowiedziawszy się o zachowaniu siostry, wybacza jej, gdy dowiaduje się, jak hojnie obdarowywał ją don Venerando. Gdy umiera matka rodzeństwa i wszyscy gromadzą się wokół jej łoża, Santo ma jedynie żal do siostry, że została utrzymanką jeszcze za życia matki. Nena oznajmia jednak, że stało się dobrze - dzięki uzyskanemu posagowi Lucia będzie mogła wyjść za mąż za Brasiego.

## Cechy utworu
Podobnie jak inne opowiadania zawarte w tomie Nowele wieśniacze, opowiadanie ukazuje przede wszystkim ekonomiczne problemy sycylijskiej wsi. W utworze nie jest podejmowany problem gwałtownych uczuć i namiętności między mieszkańcami wsi, jak w poprzednim tomie Życie wśród pól. Przyczyną nieszczęść bohaterów jest wyłącznie bardzo trudna sytuacja materialna.
Ubóstwo prowadzi do nędzy moralnej, staje się przyczyną waśni i sporów, niszczy relacje międzyludzkie. Małżeństwo Santa i Neny, zawarte ze szczerego uczucia, okazuje się klęską, gdyż małżonkowie, zajęci wychowywaniem kolejnych dzieci i ciężką pracą, z rozgoryczenia zaczynają stale się kłócić. Brak środków utrzymania prowadzi do odrzucenia ideałów moralnych. Lucia, która odebrała w rodzinnym domu tradycyjne wychowanie i początkowo szczerze pragnie zarabiać na życie uczciwą pracą, nie potrafi ostatecznie odrzucić zalotów pracodawcy. Rodzina w ostatecznym rozrachunku chwali jej decyzję.
Obraz wieśniaków ukazany w utworze jest jeszcze bardziej pesymistyczny, niż we wcześniejszych tekstach Vergi. Szczególnie postać Lucii i jej życiowy wybór kontrastuje z postawą Meny Malavoglii, bohaterki Rodziny Malavogliów, godzącej się na uczciwe, chociaż nędzne życie, by pozostać, podobnie jak przodkowie, osobą uczciwą.